# Buccinum micropoma
Buccinum micropoma är en snäckart som beskrevs av Thorson 1944. Buccinum micropoma ingår i släktet Buccinum och familjen valthornssnäckor. Inga underarter finns listade i Catalogue of Life.